# Wim Feys
Wim Feys (Ardooie, 16 december 1971) is een Belgisch voormalig wielrenner. Hij was prof van 1992 t/m 2000.
In 2000 moest Feys vanwege hartproblemen gedwongen stoppen met zijn sport. Hij behaalde precies 10 overwinningen in zijn carrière. Nadien werd hij ploegleider van de jongerenploeg Beveren 2000.

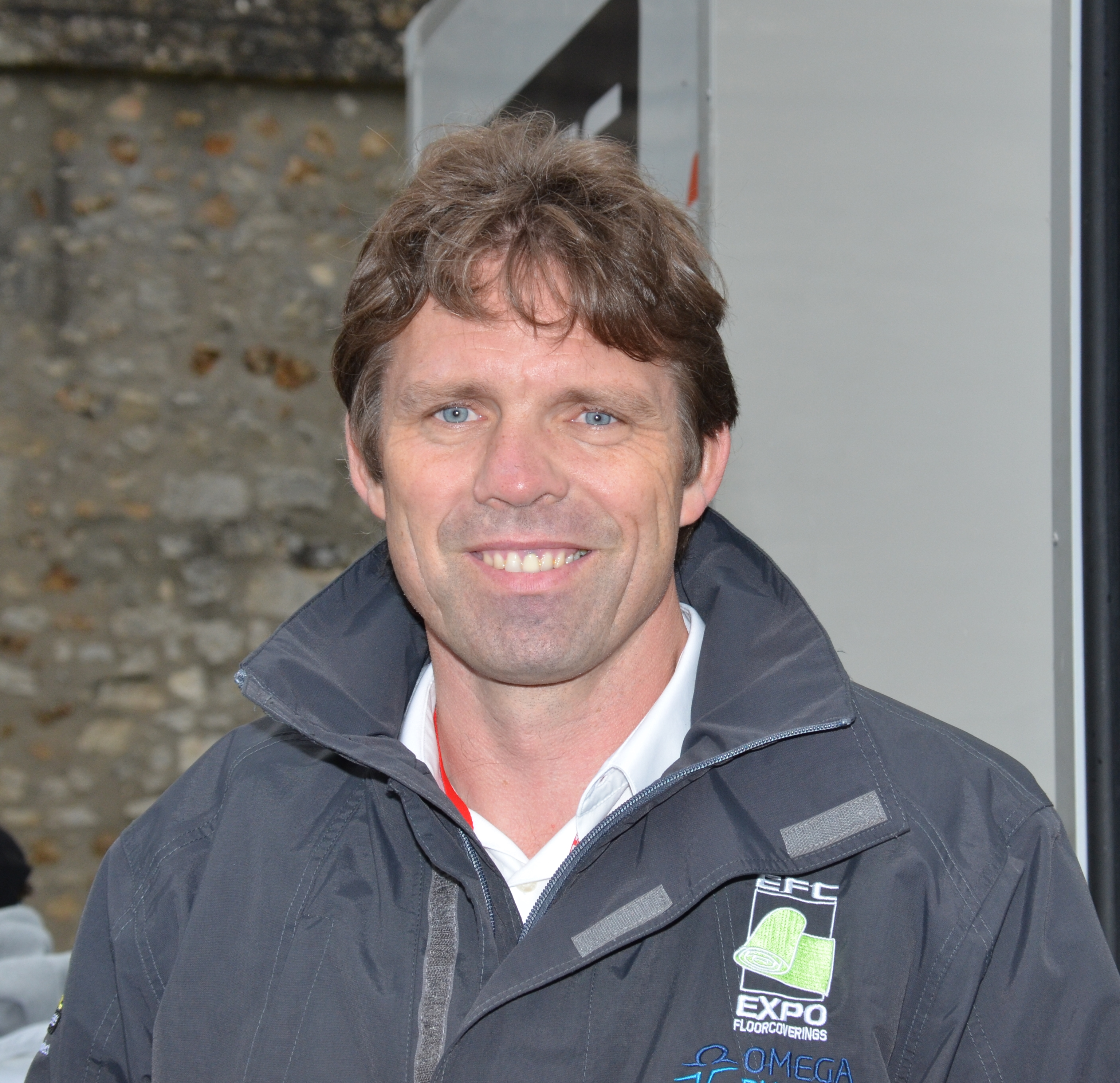
Wim Feys in 2012

## Overwinningen
1993
- Zellik - Galmaarden
- Roeselare

1995
- Aalter
- Affligem
- Bredene

1996
- Izegem Koers

1997
- GP Briek Schotte

1998
- Izegem Koers

1999
- Zwevezele

2000
- Beveren-Leie

## Resultaten in voornaamste wedstrijden
| Jaar | Milaan-San Remo | Gent-Wevelgem | Ronde van Vlaanderen | Parijs-Roubaix | Omloop Het Volk | Parijs-Tours |
| ---- | --------------- | ------------- | -------------------- | -------------- | --------------- | ------------ |
| 1995 |                 |               | 93e                  |                |                 | 52e          |
| 1996 |                 | 90e           | 98e                  |                |                 | 144e         |
| 1997 |                 | 91e           |                      | 27e            | 11e             | 90e          |
| 1998 |                 | 92e           | 56e                  | 34e            | 12e             | 108e         |
| 1999 | 107e            | 26e           | 62e                  | 24e            | 9e              |              |
| 2000 |                 | 24e           | 53e                  |                | 47e             |              |